# Cycle Ranown
Le cycle Ranown désigne les sept collaborations entre le réalisateur Budd Boetticher et l'acteur Randolph Scott. Elles ont eu cours sur une période restreinte de cinq ans, entre 1956 et 1960. Son nom vient de la société Ranown Pictures qui produisit cinq de ces sept films.
Ces films sont entrés dans l'Histoire du western à côté des chefs-d'œuvre de John Ford et Anthony Mann. En 2001, le festival international du film de Brisbane consacre à ces westerns une rétrospective intitulée Budd Boetticher and the Westerns of Ranown.

## Filmographie
| Sortie | Titre                         | Titre original       | Société de production   |
| ------ | ----------------------------- | -------------------- | ----------------------- |
| 1956   | Sept hommes à abattre         | Seven Men From Now   | Batjac Productions      |
| 1957   | L'Homme de l'Arizona          | The Tall T           | Scott-Brown Productions |
| 1957   | Le vengeur agit au crépuscule | Decision at Sundown  | Scott-Brown Productions |
| 1958   | L'Aventurier du Texas         | Buchanan Rides Alone | Scott-Brown Productions |
| 1959   | La Chevauchée de la vengeance | Ride Lonesome        | Ranown Pictures         |
| 1959   | Le Courrier de l'or           | Westbound            | Warner Bros.            |
| 1960   | Comanche Station              | Comanche Station     | Ranown Pictures         |

## Lone Pine
Boetticher découvre Lone Pine lorsque Monogram l'y envoie pour tourner Black Midnight (1949).